# Alberto Quintano
Alberto Guillermo Quintano Ralph (Santiago, 1946. április 26. –) chilei válogatott labdarúgó. 

## Pályafutása

### Klubcsapatban
1965 és 1971, illetve 1977 és 1980 között a Universidad de Chile csapatában játszott. Háromszoros chilei bajnok. 1971 és 1977 között a mexikói Cruz Azul játékosa volt, melynek színeiben 1972-ben, 1973-ban és 1974-ben megnyerte a mexikói bajnokságot. 1981-ben az Universidad Católica csapatát erősítette. 

### A válogatottban
1967 és 1979 között 50 alkalommal szerepelt az chilei válogatottban. Részt vett az 1974-es világbajnokságon és tagja volt az 1979-es Copa Américan részt vevő válogatott keretének is.

## Sikerei, díjai
Universidad de Chile
- Chilei bajnok (3): 1965, 1967, 1969

Cruz Azul
- Mexikói bajnok (3): 1971–72, 1972–73, 1973–74
- Mexikói szuperkupa (1): 1974
- CONCACAF-bajnokok kupája (1): 1971

## Külső hivatkozások
- Alberto Quintano adatlapja a National-Football-Teams.com oldalon (angolul)

- Alberto Quintano (angol, francia, spanyol nyelven). FootballDatabase.eu
- Alberto Quintano (spanyol nyelven). solofutbol.cl
- Alberto Quintano (német nyelven). kicker.de
- Alberto Quintano adatlapja a worldfootball.net oldalon (angolul)